# Harry Potter: Campioni di Quidditch
Harry Potter: Campioni di Quidditch (Harry Potter: Quidditch Champions) è un videogioco sportivo sviluppato da Unbroken Studios e pubblicato da Warner Bros. Games sotto la sua etichetta Portkey Games, focalizzato sul gioco del Quidditch, sport immaginario dell'universo di Harry Potter. Il giocatore controlla un personaggio che occupa una specifica posizione del Quidditch e partecipa ad avventure a bordo della sua scopa volante e in modalità competitive multiplayer.
Lo sviluppo è iniziato diversi anni prima dell'annuncio ad aprile 2023, dove la Warner Bros. ha pubblicato una prima visione del gioco assieme ad un playtest limitato. Il gioco è stato pubblicato per PlayStation 4, PlayStation 5, Windows, Xbox One e Xbox Series X/S il 3 settembre 2024, mentre per Nintendo Switch l'8 novembre seguente.

## Modalità di gioco
Campioni di Quidditch è un videogioco sportivo multigiocatore che si concentra sulla competizione. Il gioco ruota attorno alle regole e alle meccaniche di gioco del Quidditch, lo sport più popolare del'universo di Harry Potter. I giocatori possono personalizzare il loro personaggio e scegliere tra le quattro posizioni esistenti nel Quidditch: Portiere, Battitore, Cacciatore o Cercatore. Il gioco offre una esperienza del Quidditch immersiva a 360 gradi, con la possibilità di scegliere tra molte scope volanti e giocare diverse modalità multiplayer, che permette di giocare con i propri amici.

## Sviluppo
Campioni di Quidditch  è sviluppato dallo studio di Los Angeles Unbroken Studios e pubblicato dalla Warner Bros. Games sotto l'etichetta Portkey Games. Lo sviluppo del gioco è iniziata diversi anni prima il 2023. Lo stile visivo è molto diverso da altri giochi come ad esempio Hogwarts Legacy, dato che cerca di avere un aspetto più stilizzato e simile a un cartone animato. Pur essendo ambientato nel Wizarding World, il gioco non è un adattamenti ai libri o ai film. Gli sviluppatori della Portkey hanno spiegato come intendano mantenere l'autenticità della visione originale di J.K Rowling ma nello stesso tempo aggiungere elementi che permettano ai fan di esplorare il mondo magico in nuovi modi. J.K. Rowling non è coinvolta direttamente nello sviluppo del gioco.
A maggio del 2023 delle prime immagini di gioco hanno cominciato ad apparire su piattaforme come Reddit e simili. Warner Bros. ha prontamente preso atto e rimosso ogni immagine trapelata dal recente playtest. Ad agosto 2023, altre immagini sono trapelate, immagini che mostravano come sia possibile prendere i panni di personaggi celebri come Harry Potter o Ron Weasley. Il trailer gameplay è stato pubblicato il 29 giugno 2024.

### Pubblicazione
In aprile 2023, Warner Bros. ha rivelato un primo sguardo a Campioni di Quidditch assieme all'annuncio di un playtest limitato. GamesRadar+ ha notato che alcuni fan hanno espresso criticismi riguardo l'annuncio, citando l'assenza del Quidditch in Hogwarts Legacy; inoltre ha notato anche che, basandosi sul trailer gameplay, il gioco potrebbe avere meccaniche di gioco simili al videogioco Harry Potter e la pietra filosofale, pubblicato più di vent'anni fa. Il giugno 2024, Unbroken ha annunciato che il gioco sarebbe stato pubblicato per Windows e console a settembre. Il gioco conterrà un pacchetto di espansione chiamato "The Legacy Pack", che includerà anche contenuti esclusivi da Hogwarts Legacy.